# L'Angoisse du paradis
L'Angoisse du paradis est un roman de Yann Fortier paru en 2015, lauréat du prix Adelf-Amopa de la première œuvre littéraire francophone en 2017.

## Résumé
Roman au ton souvent absurde, L'Angoisse du paradis raconte les péripéties d’Ivan Zolotov, né à Gorki en Union soviétique en 1940. Zolotov deviendra professeur d'histoire après avoir connu une vie rocambolesque le menant de Cuba à Barcelone en passant par New York.